# Бывшие города Московской области
Бывшие города Московской области — города, потерявшие этот статус в связи с административно-территориальными преобразованиями.

## До XX века
| Название | Сейчас в составе                    | Город с | Город до |
| -------- | ----------------------------------- | ------- | -------- |
| Борисов  | с. Борисово (Царёв-Борисов городок) | 1600    | ?        |
| Никитск  | с. Колычёво                         | 1781    | 1802     |
| Микулин  | с. Микулино                         | XIV век | XVI век  |
| Радонеж  | с. Радонеж                          | XIV век | 1610     |

## XX век
| Название                                                             | Сейчас в составе                                                          | Город с | Город до |
| -------------------------------------------------------------------- | ------------------------------------------------------------------------- | ------- | -------- |
| Кусково                                                              | г. Москва, район Вешняки                                                  | 1925    | 1938     |
| Костино                                                              | г. Королёв                                                                | 1940    | 1959     |
| Бабушкин (до 1939 г. Лосиноостровск)                                 | г. Москва, районы: Бабушкинский, Лосиноостровский, Свиблово, Ярославский  | 1925    | 1960     |
| Иваньково                                                            | г. Дубна                                                                  | 1958    | 1960     |
| Кунцево                                                              | г. Москва, районы: Кунцево, Можайский, Филёвский Парк, Фили-Давыдково     | 1926    | 1960     |
| Люблино                                                              | г. Москва, районы: Люблино, Марьино, Печатники                            | 1925    | 1960     |
| Очаково                                                              | г. Москва, районы: Очаково-Матвеевское                                    | 1959    | 1960     |
| Перово                                                               | г. Москва, районы: Перово, Вешняки, Нижегородский, Новогиреево, Рязанский | 1925    | 1960     |
| Тушино                                                               | г. Москва, районы: Покровское-Стрешнево, Северное Тушино, Южное Тушино    | 1938    | 1960     |
| Щурово                                                               | г. Коломна                                                                | 1947    | 1960     |
| Терновск (1932—1935), Каганович (1935—1957), Новокаширск (1957—1963) | г. Кашира                                                                 | 1932    | 1963     |
| Зеленоград                                                           | г. Москва, Зеленоградский административный округ                          | 1963    | 1968     |
| Солнцево                                                             | г. Москва, районы: Внуково, Ново-Переделкино, Солнцево                    | 1971    | 1984     |
| Зелёный город, горисполком которого подчинялся Мособлисполкому.      | Пушкинский городской округ                                                | 1930    | 1936     |

## XXI век
| Название        | Сейчас в составе                                 | Город с | Город до |
| --------------- | ------------------------------------------------ | ------- | -------- |
| Сходня          | г. Химки                                         | 1961    | 2004     |
| Московский      | г. Москва, Новомосковский административный округ | 2004    | 2012     |
| Троицк          | г. Москва, Троицкий административный округ       | 1977    | 2012     |
| Щербинка        | г. Москва, Новомосковский административный округ | 1975    | 2012     |
| Юбилейный       | г. Королёв                                       | 1992    | 2014     |
| Железнодорожный | г. Балашиха                                      | 1952    | 2015     |
| Климовск        | г. Подольск                                      | 1940    | 2015     |
| Ожерелье        | г. Кашира                                        | 1958    | 2015     |